# Elliptera zipanguensis taiwanicola
Elliptera zipanguensis taiwanicola is een ondersoort van de tweevleugelige Elliptera zipanguensis uit de familie steltmuggen (Limoniidae). De soort komt voor in het Oriëntaals gebied.